# Echis
Gli echidi o vipere rostrate (genere Echis Merrem, 1820) costituiscono un gruppo di otto specie di piccoli serpenti velenosi (famiglia Viperidae) che abitano le regioni aride e le savane asciutte a nord dell'Equatore di Africa, Arabia e Asia sud-occidentale, fino a India e Sri Lanka. Sono caratterizzati da un corpo tozzo con testa a forma di pera ben distinta dal collo, pupille verticalmente ellittiche, squame ruvide e fortemente carenate, e breve coda sottile. Su entrambi i lati del corpo sono presenti alcune file di squame seghettate poste obliquamente. Gli adulti variano in lunghezza tra i 30 e i 90 cm. La colorazione degli Echis comprende varie sfumature di marrone, grigio o arancio con chiazze dorsali e macchie laterali più scure.

## Comportamento
Gli echidi si muovono procedendo di lato con il movimento noto in inglese come sidewinding («serpeggiare di lato»). Sono notturni, ed escono dalle loro tane al tramonto per andare in cerca di prede, costituite da mammiferi, uccelli, serpenti, lucertole, anfibi e invertebrati quali scorpioni e centopiedi. Le specie ovipare, le cui femmine possono deporre fino a un massimo di 23 uova, risiedono in Africa settentrionale, mentre quelle vivipare, quali E. carinatus, abitano il Medio Oriente e l'Asia meridionale.

## Pericolosità
Gli echidi sono piccoli, ma la loro irritabilità, la natura aggressiva e il veleno letale ne fanno delle specie molto pericolose. Quando si sentono minacciati, gli echidi si muovono lentamente con il corpo avvolto in una serie di spire a forma di S. Le squame oblique vengono fatte strofinare tra loro per produrre una sorta di sibilo, che costituisce una sorta di allarme utilizzato per segnalare la presenza di potenziali predatori. Questi serpenti sono, tuttavia, rapidi nel colpire, e il tasso di mortalità nelle persone che sono state morse è elevato. Nelle regioni dove sono presenti, si ritiene che gli echidi siano responsabili di un numero di vittime maggiore di quello causato da tutte le altre specie di serpenti messe assieme.

## Specie
Attualmente vengono riconosciute otto specie del genere Echis:
- Echis carinatus (Schneider, 1801) - echide carenato;
- Echis coloratus Günther, 1878 - echide di Burton o colorato;
- Echis hughesi Cherlin, 1990 - echide di Hughes;
- Echis jogeri Cherlin, 1990 - echide di Joger;
- Echis leucogaster Roman, 1972 - echide a ventre bianco o di Roman;
- Echis megalocephalus Cherlin, 1990 - echide di Cherlin;
- Echis ocellatus Stemmler, 1970 - echide ocellato;
- Echis pyramidum (Geoffroy Saint-Hilaire, 1827) - echide delle piramidi.